# 그래쓰
그래쓰(1994년 8월 26일 ~ )는 대한민국의 가수다. 2019년 싱글 앨범 [Midnight Bus]로 데뷔했다.

## 방송
- 언더커버 (2025) - 1라운드 탈락

## 공연
- 2022_GRASS_CONCERT DRAW YOUR winter holiday (2022)
- Have A Nice Day ＃9 (2023)
- 그래쓰 단독 콘서트 'Dear, green' (2024)
- 피엘&그래쓰 <Romantic Holiday> (2024)

## 기타
- 온스 <꿈> (2020) - 피처링, 편곡
- 수퍼수 <어필> (2020) - 보컬 참여
- psv:gun <If You Like> (2021) - 피처링
- heyden <This song is about you> (2023) - 피처링